# ماهیچه بینی
ماهیچهٔ بینی (انگلیسی: Nasalis muscle) ماهیچه‌ای عرضی است که روی قسمت وسط بینی قرار گرفته و عضله‌ای نازک و به شکل مثلث است. این ماهیچه پره‌های بینی را به طرف بالا و جلو می‌کشاند.
ماهیچهٔ بینی یک ماهیچه اسفنکتر-مانند است که در بخش پره‌ای کمک به باز شدن سوراخ‌های بینی می‌کند و در بخش عرضی کار فروکشیدن غضروف بینی را برعهده دارد.
خاستگاه آن آرواره بالایی، و پیوندگاهش در بخش پره‌ای، به پره بینی و در بخش عرضی، به همتای طرف مقابل به گستره آپونوروزی است. عصب‌گیری آن از عصب چهره‌ای (فاسیال) است.
اختلال در کار این ماهیچه باعث افتادگی بینی، بالا رفتن نوک بینی (در جراحی‌های زیبایی)، ایجاد چین و چروک‌های افقی و عمودی روی بینی و ایجاد خط افقی در قسمت اتصال بالای بینی و پیشانی می‌شود.

## نگارخانه

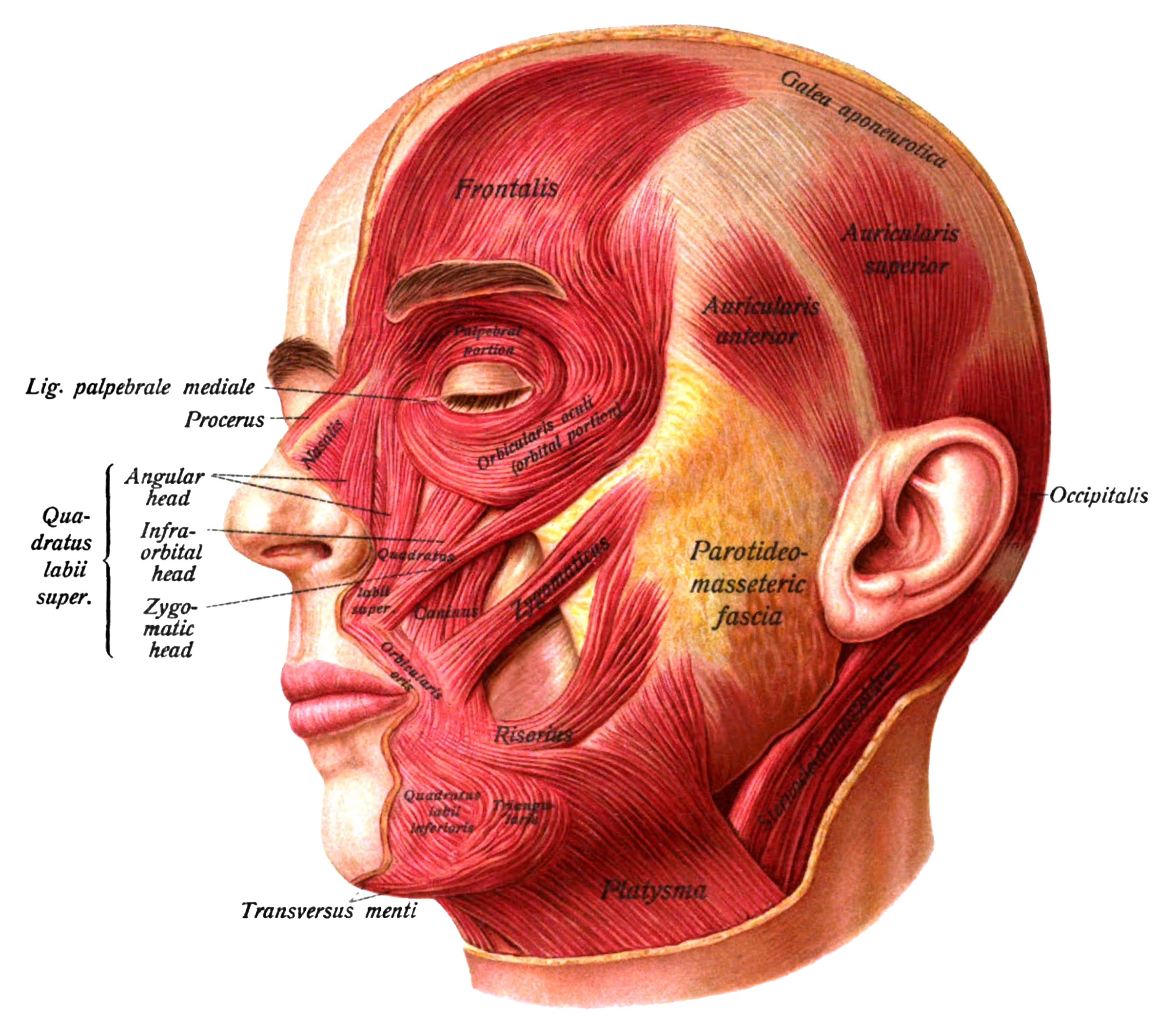
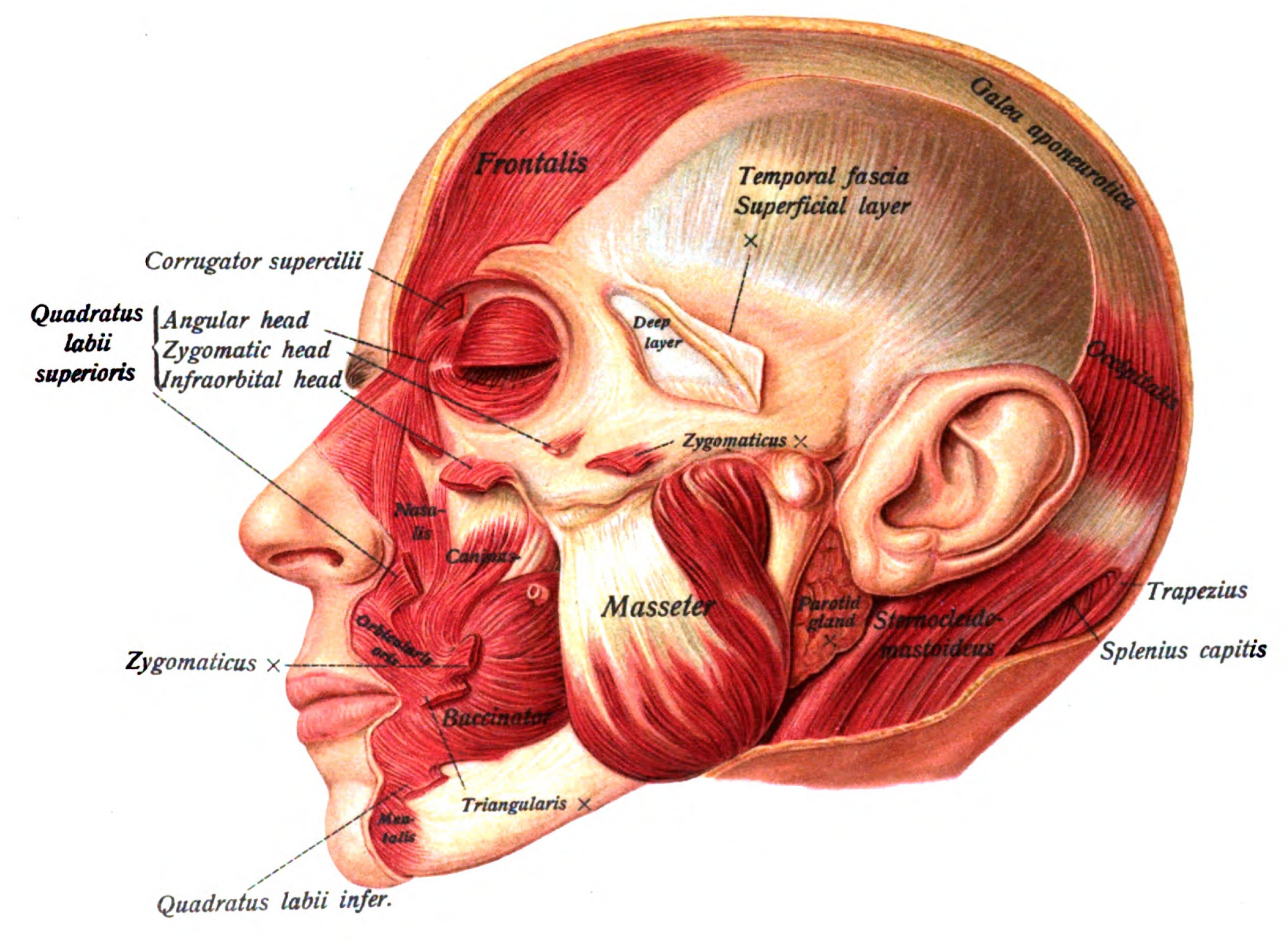
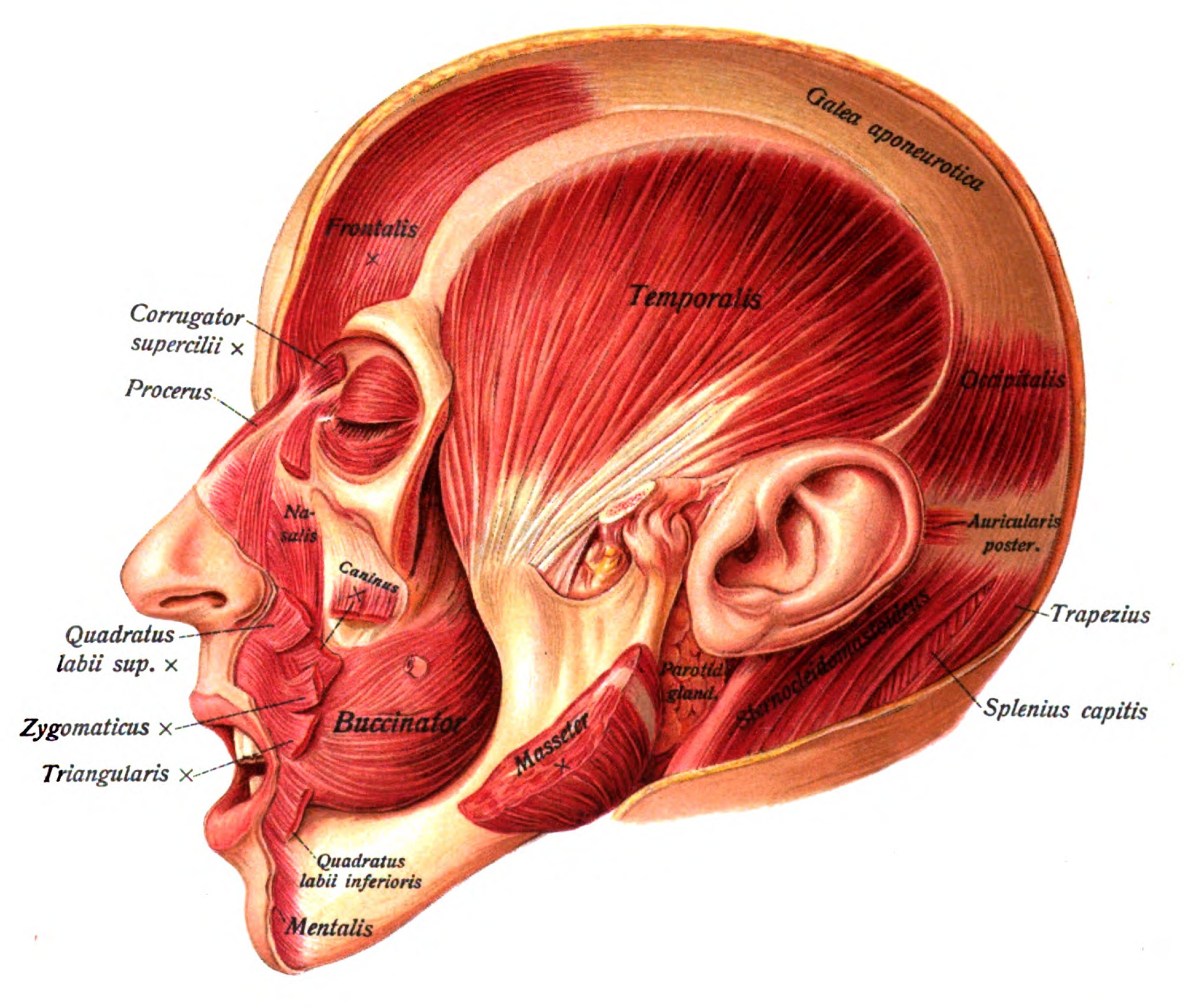
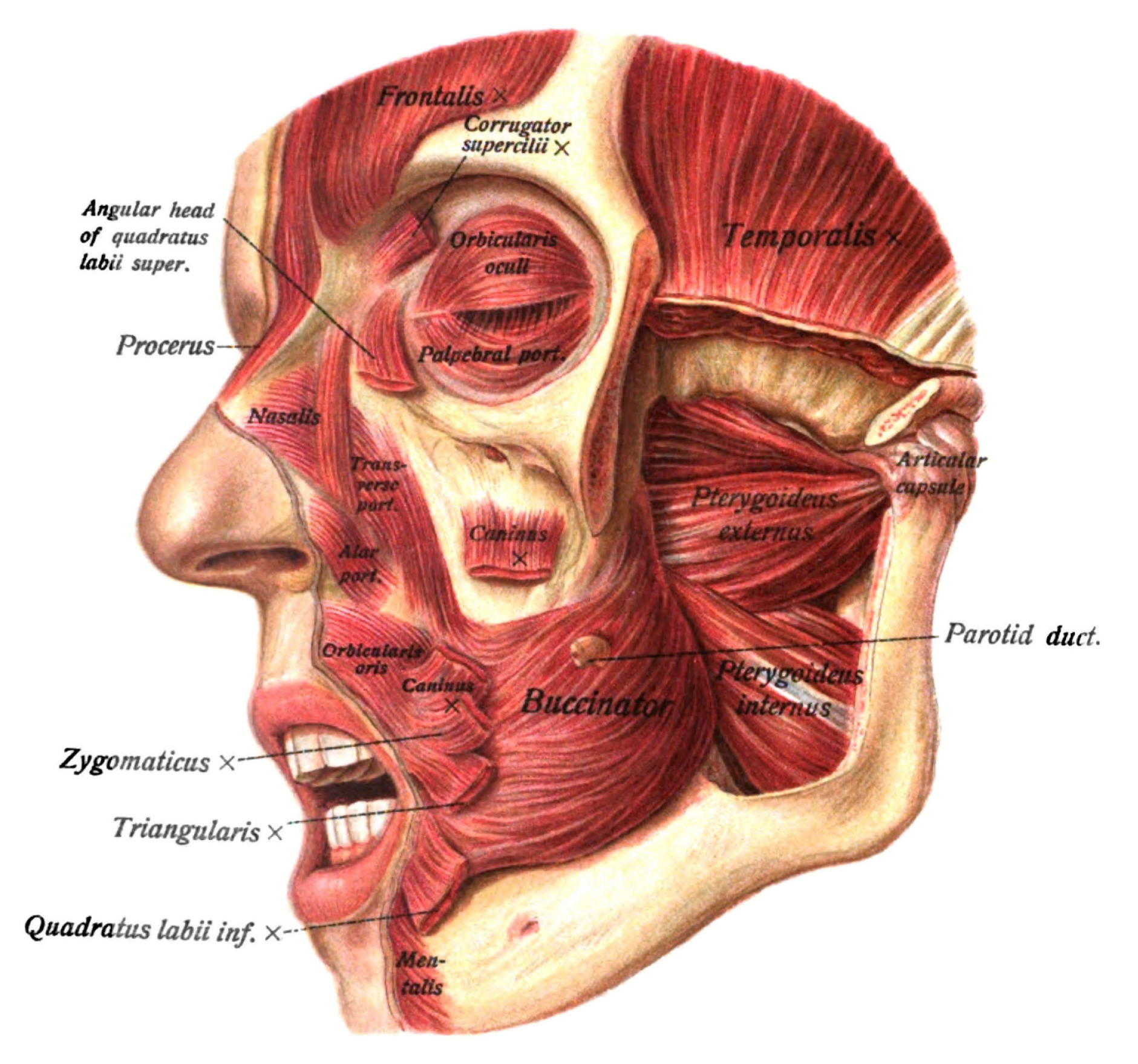
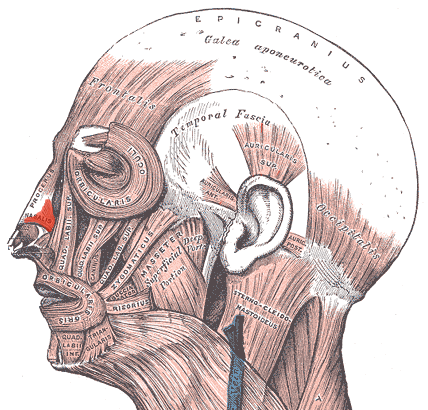
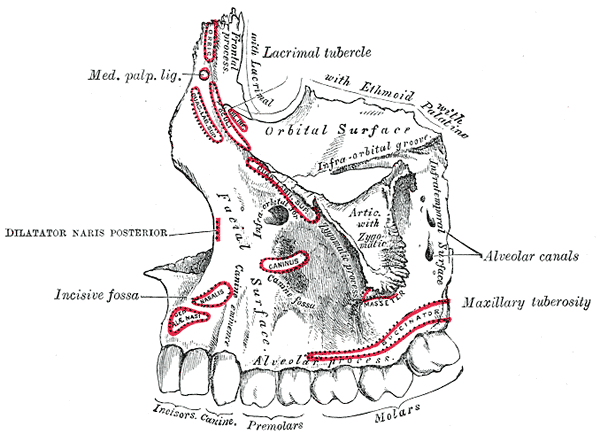